# Förderwagen (Bergbau)
Ein Förderwagen ist ein gleisgebundenes Fördermittel, das im Bergbau Untertage zur Förderung von Material, Bodenschätzen oder Bergen eingesetzt wird. Förderwagen werden überwiegend in Hauptstrecken, in Verbindung mit Lokomotiven, zur gleisgebundenen Pendelförderung genutzt.

## Grundlagen und Geschichtliches
Die ersten Förderwagen wurden in der zweiten Hälfte des 19. Jahrhunderts im Bergbau zur Streckenförderung genutzt. Obwohl sie sich im Aufbau wesentlich vom Hunt unterschieden, wurden sie oftmals auch als Hunt bezeichnet. Der Unterschied zwischen dem klassischen Hunt und dem moderneren Förderwagen liegt im Wesentlichen in der Gestaltung der Hinterräder. Diese sind beim Hunt größer als die Vorderräder und beim Förderwagen gleich groß. Auch hatten die Förderwagen bereits zu der Zeit ein größeres Fassungsvermögen und wurden somit überall dort eingesetzt, wo große Massen mit höherer Geschwindigkeit gefördert werden sollten. Dies war überwiegend im Braun- und Steinkohlenbergbau der Fall. Aber auch zur Förderung von edlen Erzen wurden Förderwagen nach und nach immer stärker genutzt und verdrängten so den bis dahin genutzten Hunt. Die Förderwagen wurden von jungen Bergleuten von den Abbaubetriebspunkten bis in die Hauptstrecken geschoben und von dort von Grubenpferden oder mittels Seilförderung zum Füllort gefördert. In der ersten Hälfte des 20. Jahrhunderts ging man dazu über, Wagen mit einem größeren Fassungsvermögen zu entwickeln und einzusetzen. Dieser Trend setzte sich auch in der zweiten Hälfte des 20. Jahrhunderts fort. Das Nutzvolumen dieser Förderwagen wurde von einem Kubikmeter stufig bis auf sieben Kubikmeter gesteigert. Auch wurden vermehrt selbstentleerende Förderwagen wie der Granbywagen oder der Bodenentleerer zur Förderung von Schüttgütern genutzt.

## Aufbau
Grundsätzlich besteht ein Förderwagen aus den drei Hauptbestandteilen Wagenkasten, Rahmengestell und Radsatz. Hinzu kommen noch Verbindungselemente wie die Kupplung und stoßaufnehmende Bauelemente wie der Puffer.

### Wagenkasten
Entscheidend für die Konstruktion des Wagenkastens sind die Querschnittsform, der verwendete Werkstoff, der Fassungsraum und sein Abmessungen (Länge, Breite, Höhe).
Für den Wagenkasten gibt es unterschiedliche Querschnittsformen. Je nach Querschnittsform unterscheidet man Muldenwagen, Kästen mit rechteckigem Querschnitt, Kästen mit trapezförmigem Querschnitt, Kästen mit gebrochenen Seitenwänden, Kästen mit geschweiften Seitenwänden und Förderwagen mit schiefen Kästen. Von allen Wagentypen ist der Wagen mit muldenförmigem Querschnitt am meisten verbreitet. Dies liegt in erster Linie daran, dass dieser Wagentyp aufgrund seiner Querschnittsform am widerstandsfähigsten ist. Auch hat dieser Wagenkasten die wenigsten Ecken und somit die wenigsten Schwachstellen. Der Wagenkasten mit geschweiften Seitenwänden hat von allen Formen das größte Fassungsvermögen. Allerdings beulen bei diesem Kasten die Längsseiten leicht ein und schlagen beim Befüllen schnell durch. Auch sammelt sich im Kasten schnell ein Bodensatz aus Feinkohle und Bergen an. Der rechteckige Kasten hat von allen Querschnittsformen das geringste Fassungsvermögen und einen zu hohen Schwerpunkt. Beim trapezförmigen und beim Wagenkasten mit gebrochenen Seitenwänden sind die Räder nicht ausreichend geschützt unter dem Wagen, so dass sie leicht durch Staub, der aus dem Kasten herausfällt, verschmutzen.
Als Materialien für den Wagenkasten werden entweder Holz oder Stahlblech verwendet. Diese Materialien werden entweder jedes einzeln für sich oder gemeinsam verwendet. Die Seitenwände von hölzernen Kästen werden aus Bohlen mit einer Stärke von 25 bis 35 Millimetern gefertigt. Kästen aus Holz sind in der Herstellung billiger, sie verschleißen aber wesentlich schneller als Kästen aus Stahlblech. Insbesondere der Boden des Kastens wird stark beansprucht. Dieses macht sich besonders gravierend bei der Förderung von Erzen oder Bergen bemerkbar. Der Boden des Kastens wird deshalb aus wesentlich dickeren Weiden- oder Eichenbohlen mit einer Stärke von mindestens 40 Millimetern gefertigt. Diese werden dann quer gelegt, um eine größere Widerstandskraft zu erreichen. Noch besser sind Kästen mit Doppelboden. Allerdings lassen sich solche Wagenkästen leicht reparieren, indem die verschlissenen Bohlen durch neue ersetzt werden. Nachteilig ist bei diesem Kasten auch, dass das Holz sich mit Feuchtigkeit vollsaugt und dann an Gewicht zunimmt. Bei Wagenkästen aus Stahl werden die Seitenwände aus einzelnen Blechen gefertigt, die dann entweder miteinander vernietet oder verschweißt werden. Das Stahlblech wird durch Feuerverzinken gegen Rost geschützt. Bei Kästen aus gemischten Materialien wird der Kastenboden aus fünf Millimeter starkem Stahlblech gefertigt. Die Seitenwände werden aus 33 Millimeter starken Tannenbohlen hergestellt. Aufgrund der Robustheit werden heute ausschließlich Wagen aus Stahlblech verwendet.
Das gewählte Fassungsvermögen des Kastens hängt von verschiedenen Faktoren ab. In erster Linie sind die Abmessungen der Strecken entscheidend für den Einsatz einer Wagengröße. Auch die Spurweite des untertägigen Gleisnetzes hat einen Einfluss darauf, welche Wagengröße zur Anwendung kommt. Während man zunächst nur Förderwagen mit einem Fassungsvermögen von 750, 875 oder 1000 Litern Fassungsvermögen nutzte, wurden seit dem 20. Jahrhundert überwiegend Kästen mit einem Fassungsvermögen von 1250, 1500 oder 2000 Litern genutzt. Die Abmessungen des Kastens werden im Wesentlichen von den Abmessungen des Schachtes und der Streckenquerschnitte beeinflusst. Will man das Fassungsvermögen eines Wagens bei bestehenden Anlagen vergrößern, so lässt sich dies am besten durch eine Vergrößerung der Höhe erreichen.

### Rahmengestell
Das Rahmengestell, auch als Untergestell bezeichnet, dient der Verbindung zwischen dem Wagenkasten und den Radsätzen. Das Gestell wird entweder aus Eisen oder aus Holz gefertigt. Bei Gestellen aus Eisen werden Profileisen gefertigt. Hier verwendet man Doppel-T-Träger oder teilweise auch U-Eisen. Hölzerne Untergestelle werden aus Bohlen, die miteinander verschraubt werden, gefertigt. Von Nachteil ist, dass durch das Rahmengestell der Schwerpunkt des Förderwagens wesentlich nach oben verschoben wird. Ein weiterer Nachteil ist, dass durch das Rahmengestell die Höhe des Wagens vergrößert wird. Dadurch wird das Füllen des Kastens erschwert und das Fassungsvermögen verkleinert.

### Radsätze
Als Radsatz, Radhalbsatz, oder auch Geläuf, bezeichnet man die Kombination von Achse und Rad und den dazugehörenden Verbindungsstücken. Die Radsätze werden entweder am Untergestell oder unmittelbar am Kastenboden befestigt. Bei der Festlegung der Befestigungspunkte für die Radsätze sind zwei Maße von großer Wichtigkeit, der Radstand und die Spurweite. Der Radstand muss im Bereich bestimmter Grenzen eingehalten werden. Dies ist erforderlich, um ein Schaukeln der Wagen zu vermeiden. Der Radstand ist abhängig von der Länge des Wagenkastens. Er liegt bei kleineren Förderwagen zwischen 400 und 600 Millimetern und bei größeren Förderwagen zwischen 1200 und 1700 Millimetern. Dabei ist zu beachten, dass bei größeren Radständen auch der Radius von Kurven größer sein muss. Die Spurweiten sind an das jeweilige Gleisnetz angepasst. Sie liegen in der Regel bei 600 oder 750 Millimetern. Es gibt auch Bergwerke, bei denen das untertägige Gleisnetz ein Spurmaß von 1000 Millimetern hat. Dabei müssen die Spurweiten in bestimmten Grenzen der Wagenbreite angepasst sein, allerdings dürfen sie ein bestimmtes Maß nicht überschreiten, damit die Bereiche von Gleiskrümmungen leichter durchfahren werden können. Neben diesen genormten Spurweiten gibt auch Bergwerke, bei denen die Gleise mit dazwischenliegenden Maßen verlegt sind. Die Radsätze können so konstruiert sein, dass die Räder entweder fest mit der Achse verschraubt sind oder mittels Lagern mit der Achse verbunden werden. Somit drehen sich entweder die Achsen in ihren Lagern oder die Räder in ihren Radlagern. Wird die Achse und nicht die Räder gelagert, so lassen sich die Räder nicht unabhängig voneinander drehen. Dies hat zur Folge, dass im Bereich von Kurven das äußere Rad durch das innere Rad gebremst wird. Dies führt dann unweigerlich zu einem höheren Verschleiß. Als Lager für die Radsätze werden Kegelrollenlager verwendet. Um einen erhöhten Verschleiß der Lager zu vermeiden, müssen diese in regelmäßigen Abständen mit geeigneten Schmiermitteln versehen werden.

### Kupplung

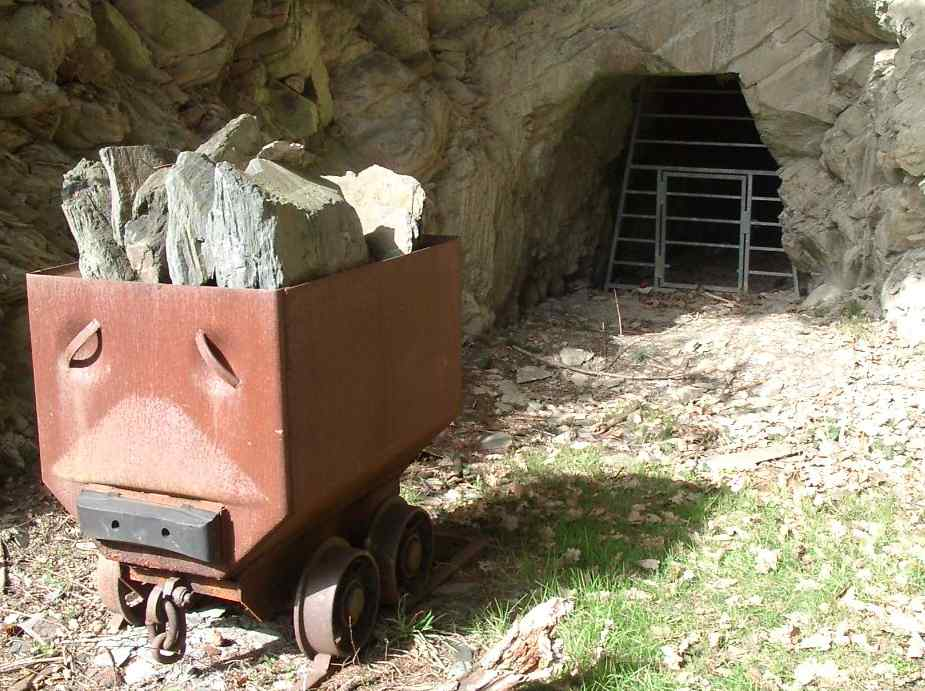
Vorne an der Stirnseite des Wagens ist der Puffer zu erkennen, unter dem Puffer befindet sich die Kupplung.

Zur Verbindung der einzelnen Förderwagen untereinander ist jeder Förderwagen mit einer Kupplung versehen. Die Kupplung besteht aus zwei Eisenringen und einem dazugehörigen Haken. Die Ringe sind in der Mitte des Wagens anmontiert. Beim Ankuppeln wird der Haken in einen der Ringe eingehängt. Die Kupplung muss so konstruiert sein, dass sie bei zusammengeschobenen Wagen nicht durchhängen und dadurch bedingt auf dem Liegenden aufstoßen oder hängenbleiben. In Kurvenbereichen muss die Kupplung etwas nachgeben können, damit es nicht zum Aushebeln der Wagen kommt. Außerdem darf die Kupplung im herabhängenden Zustand nicht über die Stirnwände des Wagens hinausragen. Die Kupplung könnte ansonsten bei der Schachtförderung im Schacht an den Einstrichen hängen bleiben. Neben diesen einfachen Handkupplungen gibt es auch Förderwagen, die mit einer automatischen Kupplung ausgestattet sind.

### Puffer
Jeder Förderwagen muss an den Wagenenden mit jeweils einem Puffer ausgerüstet sein. Diese Puffer sollen die durch den Förderbetrieb auftretenden starken Stöße abfangen. Bei den hölzernen Förderwagen werden die über den Wagenkasten verlängerten Langbäume mit Eisenblech beschlagen und mit Ringen umlegt. Bei Förderwagen aus Stahl werden die Puffer ebenfalls aus Stahl hergestellt. Die Puffer müssen dabei so bemessen sein, dass beim Durchfahren von Kurven die Wagenkästen nicht aneinander anstoßen. Die Puffer müssen jeweils mindestens 100 Millimeter über der Wagenkante vorstehen. Die Puffer sind entweder starr mit dem Wagen verbunden oder werden gefedert ausgeführt. Als Pufferfedern werden nur spezielle Reibungsfedern verwendet. Es gibt auch spezielle Blockpuffer, die mit einer beweglichen Zugstange ausgerüstet sind. Über ein Gegenlager werden die Zugkräfte von der Zugstange auf die Pufferfedern geleitet. Die Zugfedern können dabei sowohl die Zug- als auch die Stoßkräfte aufnehmen.

## Einteilung nach Wagengröße
Förderwagen werden, entsprechend dem Fassungsvermögen, eingeteilt in Kleinförderwagen, Mittelförderwagen und Großförderwagen. Welche Wagengröße jeweils verwendet wird, hängt ab vom Streckenquerschnitt, von der Größe des Fördergestells und den Kurvenradien des Gleisnetzes.

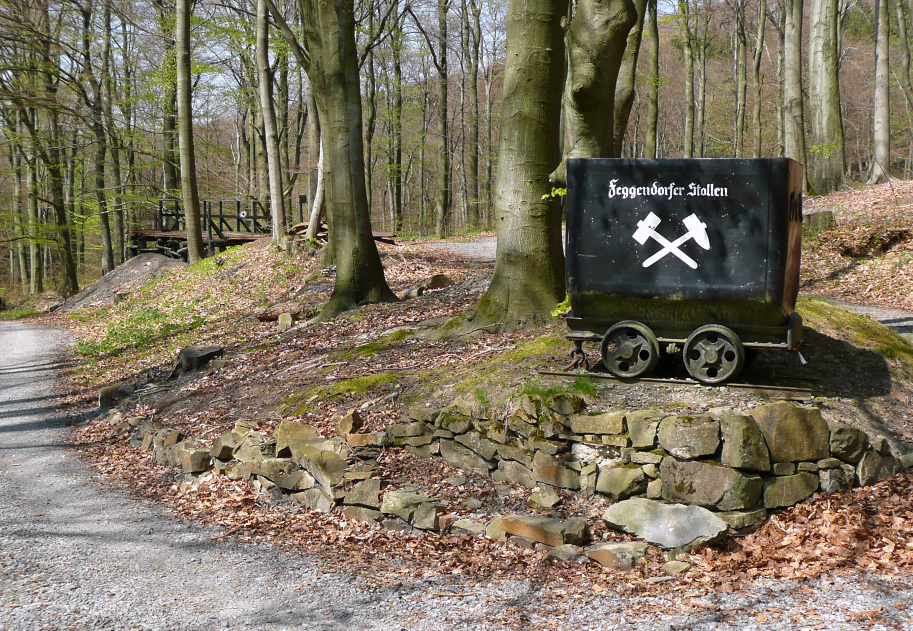
Kleinförderwagen vor dem Feggendorfer Stolln

### Kleinförderwagen
Als Kleinförderwagen werden Förderwagen mit einem Fassungsvermögen von bis zu 1000 Litern bezeichnet. Bei diesem Wagentyp besteht der Wagenkasten aus fünf Millimeter starken, feuerverzinkten Blechen, die miteinander verschweißt werden. Trotz des um 40 Prozent geringeren Gewichtes wurden Wagen aus Aluminium nicht eingesetzt. Dies lag daran, dass diese Wagen nicht genügend widerstandsfähig gegen aggressive Grubenwässer waren. Auch waren sie etwa achtmal so teuer wie Wagen aus Stahlblechen. Als Radsätze werden bei diesem Wagentyp starre Radsätze verwendet. Der Puffer dieses Wagetyps ist ungefedert und besteht aus Stahlguss oder Schmiedestahl.

### Mittelförderwagen

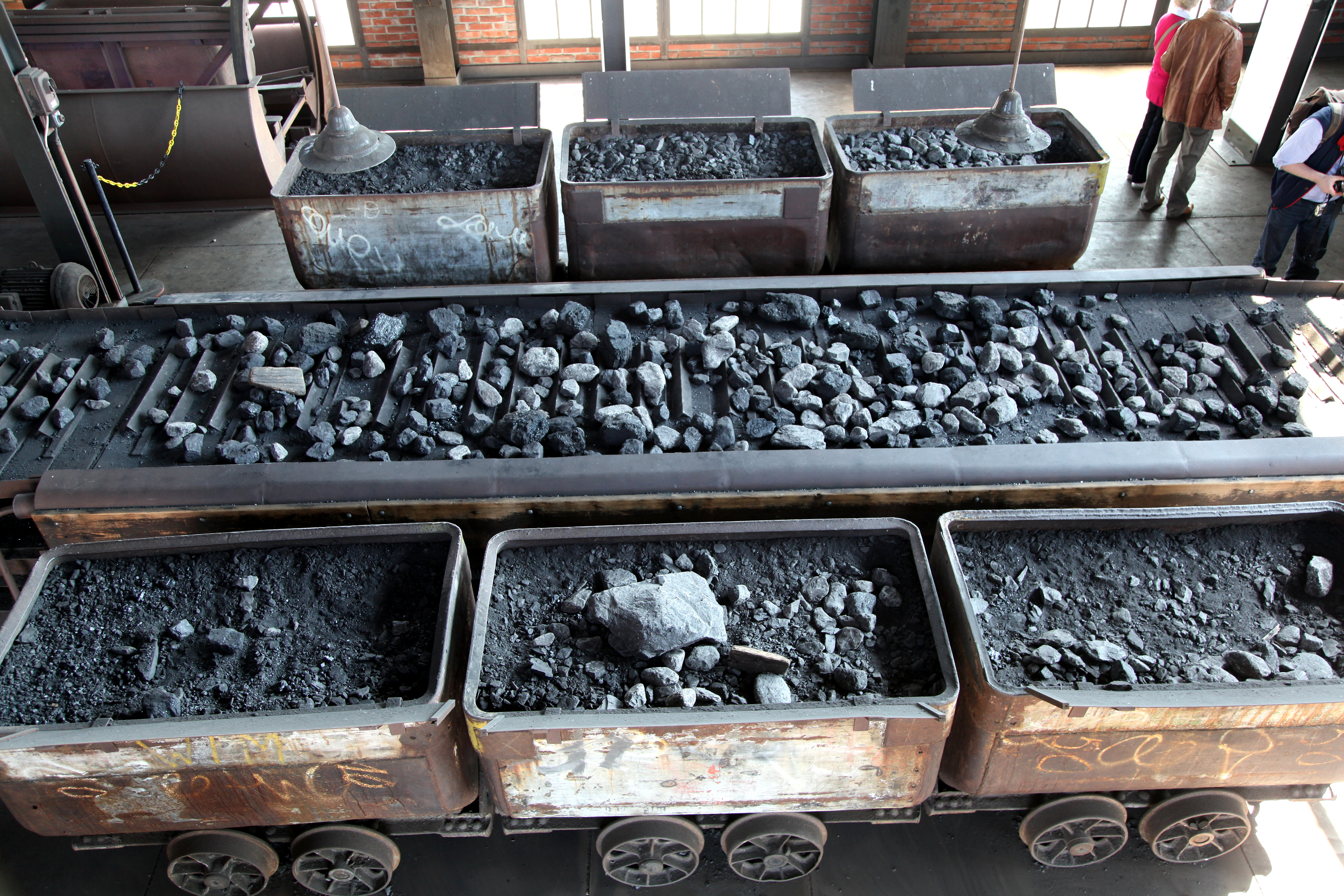
Mittlere Förderwagen am Leseband auf Zollern

Als Mittelförderwagen werden Förderwagen mit einem Fassungsvermögen von bis zu 2,5 Kubikmetern bezeichnet. Mittelförderwagen sind im Aufbau ähnlich wie die Kleinförderwagen aufgebaut. Als Radsätze werden oftmals zwei unterschiedliche Radsätze verwendet. Man verwendet dann einen festen und einen Pendelradsatz. In der Regel werden Mittelförderwagen mit einem gefederten Puffer ausgestattet.

### Großförderwagen
Als Großförderwagen, oder auch Großraumförderwagen, werden Förderwagen mit einem Fassungsvermögen von mehr als 2,5 Kubikmetern bezeichnet. Bei diesem Wagentyp unterscheidet man zwischen Langwagen und Breitwagen. Im deutschen Steinkohlenbergbau werden überwiegend Langförderwagen eingesetzt. Durch die Langform kommt es zu einer optimaleren Ausnutzung des Schachtquerschnittes. Außerdem ist es bei der Verwendung von Langwagen möglich, zwei Wagen in der gleichen Schachtscheibe nebeneinander zu fördern. Bei Strecken mit geringerem Querschnitt und mit zweigleisiger Förderung beeinflusst der Langwagen weniger die Profilfreiheit als der Breitwagen. Der Breitwagen wird überwiegend im nordamerikanischen Bergbau eingesetzt. Dies liegt daran, dass im nordamerikanischen Bergbau überwiegend niedrige, aber breite Strecken aufgefahren werden. Breitwagen haben auch ein besseres Kurvenverhalten als Langwagen.

## Sonderwagen

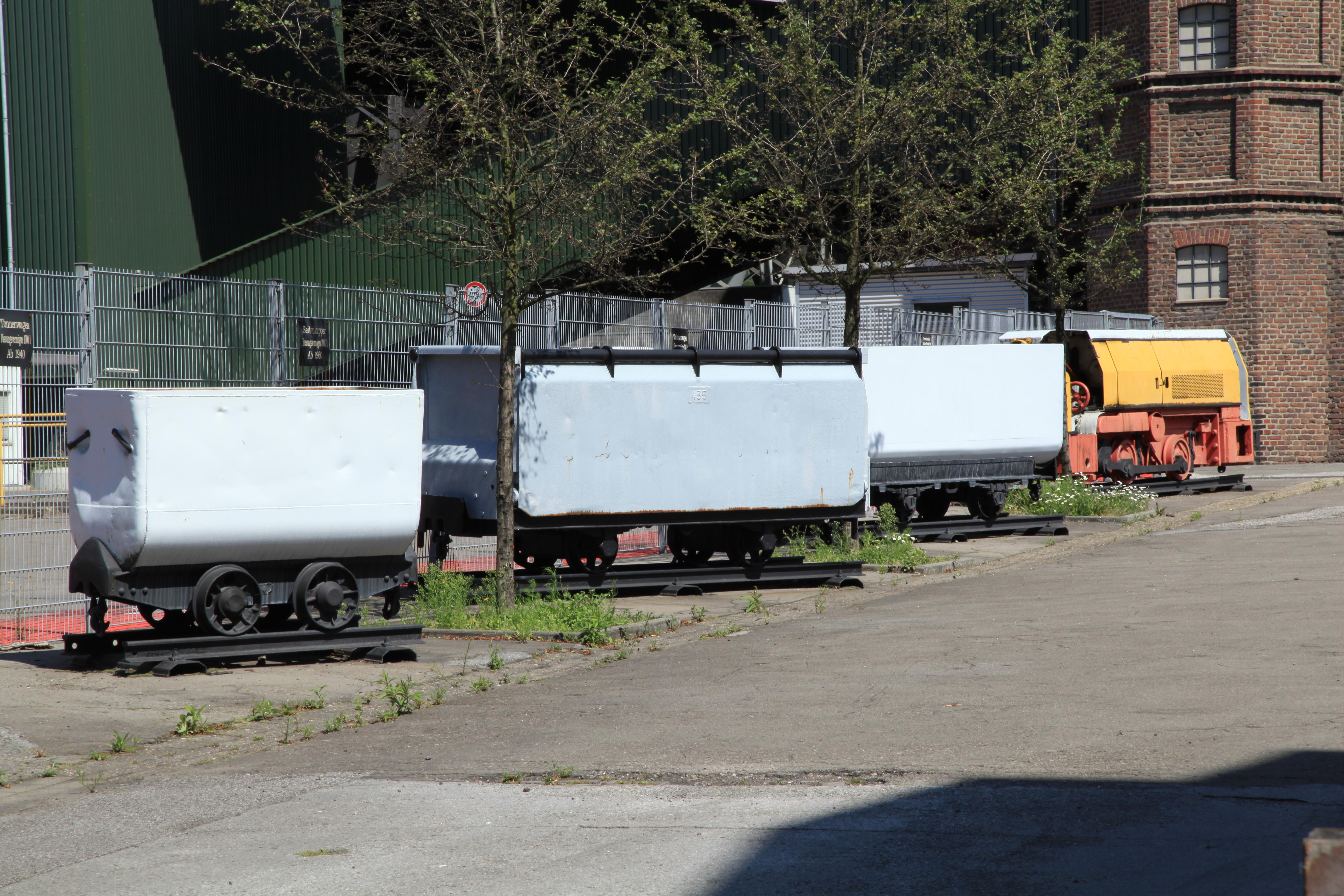
Mittel-, Granby- und Großförderwagen

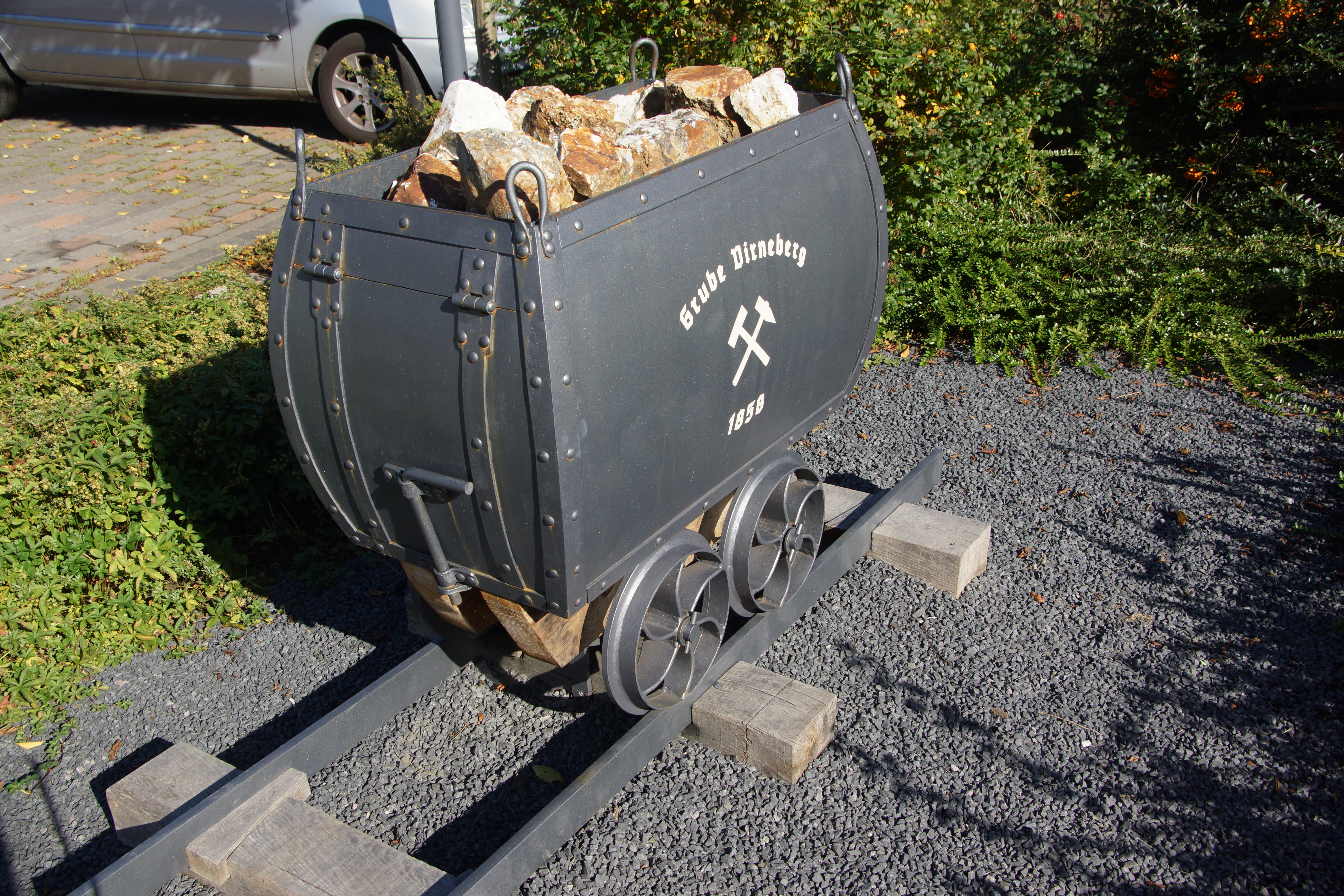
Stirnkipper

Neben den normalen Förderwagen gibt es auch verschiedene Sondertypen an Förderwagen. So gibt es spezielle Kippwagen, die der Erzförderung dienen. Am Schacht wird der Wageninhalt dann in Schachttonnen ausgestürzt. Je nachdem, ob das Fördergut von der kurzen oder der langen Seite aus dem Wagen gestürzt wird, bezeichnet man den Wagen dann als Stürzwagen oder als Kippwagen. Für den Materialtransport gibt je nach Material Rungenwagen, Silowagen, Palettenwagen oder Container. Rungenwagen werden für die Förderung von Langmaterialien genutzt. Silowagen dienen der Förderung von Flüssigkeiten oder pulverförmigem Material. Flachwagen werden zur Förderung von großen Stückgütern genutzt. Zur Förderung von kleinen Stückgütern werden Container genutzt. Daneben gibt es auch noch Sonderwagen mit einem größeren Fassungsvermögen, die sich selbsttätig entleeren. Diese Wagentypen, wie z. B. der Granbywagen oder der Bodenentleerer, dienen der Förderung von Erzen, Kohle oder Salz.